# Mīmāṃsā
Mīmāṃsā (Sanscrito: मीमांसा): letteralmente significa "riflessione profonda", indagine, esegesi. I seguaci del Mīmāṃsā si chiamano Mīmāṃsāka.
In India è la più antica delle sei visioni filosofiche (darśana) brāhmaṇiche. Il nome completo di questa scuola è Pūrvamīmāṃsā (“Riflessione anteriore”) per distinguerla dalla Uttaramīmāṃsā (“Riflessione posteriore”), in seguito indicata con il nome di Vedānta.

## Descrizione
Così Gianluca Magi:
(Gianluca Magi in Mīmāmsā, "Enciclopedia filosofica" vol.8. Milano, Bompiani, 2006, pag. 7449)
Il testo base di questa scuola è il Pūrvamīmāṃsā Sūtra ("Gli Aforismi dell'Indagine anteriore") attribuito a Jaimini (circa 300/200 a.C.), opera che dà l'avvio ad una disamina che spinge forse più lontano di quanto non fosse stato mai fatto, non soltanto in India, la pratica dell'ermeneutica sistematica, in particolare delle regole teologico-sacrificali (che rendono conto delle modalità espositive e della rilevanza simbolica del rito) e delle prescrizioni per l'esatta esecuzione dei riti sacrificali appannaggio della classe brāhmaṇica, unica depositaria del sapere vedico sui piani gnoseologico e ritualistico .
In India l'importanza del ritualismo è estrema: solo l'espletazione regolare del sacrificio garantisce la persistenza dell'armonia cosmica (dharma) e del buon ordine sociale. Il sacrificio è il supremo principio (organizzatore e reggitore) della struttura della realtà e il dinamismo transpersonale che aiuta a reggere l'ordine cosmico. Il sacerdote che celebra il rito sacrificale si libera dai legami della sua sfera psichica individuale per attingere piani di realtà transpersonali della conoscenza non-formale. Per la scuola Pūrvamīmāṃsā l'universo non è retto da un divino creatore e distruttore, ma unicamente dal sacrificio .
La logica di base di questo darśana, sotteso di un simbolismo dalla struttura antropocosmica, è l'intima solidarietà tra l'uomo e il Mondo stesso, il quale non è altro che un suono senza origine e indistruttibile (śabda). L'essenza primordiale del Mondo è, infatti, considerata come una grande parola (vāc) che tutto permea di sé e che unisce Cielo e Terra. A ciò si lega l'importante filosofia del linguaggio che considera i Veda un'entità eterna autorivelata. Ciò conduce questa scuola alla singolarissima tesi del carattere naturale ed eterno del suono-parola (śabda). In questo contesto il suono ha valenze molto più ampie di ciò che abitualmente si attribuisce a questo termine, in quanto si tratta del suono originario da cui si è prodotto l'universo. Il suono-parola, questa manifestazione energetica che si espande con potenza per tutto l'universo, è eterno, fondamento di tutte le cose visibili e in invisibili. Rappresenta la sostanza primordiale del mondo e nel contempo l'unico mezzo di unione fra Cielo e Terra. L'offerta del suono è il sacrificio più alto .